# Church's
Church’s est un fabricant anglais de chaussures fondé en 1873. L'entreprise familiale a lentement grandi, a été partie prenante du développement de l'industrie de la chaussure au Royaume-Uni, avec longtemps les descendants des fondateurs à sa tête. Elle a été rachetée par Prada en 1999.

## Historique
Church’s est un fabricant anglais de chaussures fondé en 1873.
Au XIXe siècle, cette entreprise est un sweat shop avec des conditions de travail particulièrement dures : seize heures de travail par jour, très peu d'interruption, un jour de congé le dimanche, pas de retraite, bas salaires et licenciements abusifs.
Entre les deux guerres mondiales, Church's participe activement au développement et à l'évolution de l'industrie de la chaussure en Grande-Bretagne. La British Boot, Shoe and Allied Trades Research Association (en) est créée avec Church's parmi les membres fondateurs pour favoriser l'innovation dans leur domaine d'activité.
Une des caractéristiques de Churchs est d'avoir bâti la réputation de ses produits sur la technique du cousu Goodyear. Elle a cherché à  associer un savoir-faire d'origine artisanale et l'usage de machines en production, avec des modèles s'inscrivant dans un certain classisisme, une qualité du cuir utilisé et des prix élevés.
Elle est cotée à la bourse de Londres depuis 1951.
Longtemps dirigée par les descendants du fondateur, elle est achetée en 1999 par le groupe Prada. Celui-ci a vendu 45 % du capital à Equinox, un fonds de placement privé.

## Description
L'entreprise est toujours installée principalement dans le quartier St James de Northampton, ville où elle a été créée, une ville avec une tradition de fabrication de chaussures qui remonte à l'époque médiévale. Elle produit jusqu'à 5 000 paires par semaine dont 70 % sont exportés un peu partout dans le monde.
L'entreprise possède également quelques magasins en son nom propre dans lesquels elle écoule sa production, avec des clients souvent fidèles. Ainsi, le Premier ministre britannique Tony Blair avait une paire, qu'il considérait comme  « porte-bonheur », de brogues noires de Church's. Il les a portées à chaque session de questions au Premier ministre pendant dix ans
.